# 漢登縣
漢登縣（英語：Hampden County）是美国麻薩諸塞州中西部的一個郡，南鄰康乃狄克州，面積1,642平方公里。根據2020年美國人口普查，共有人口46萬5,825人。縣治斯普林菲爾德，惟自1998年起已無縣政府。該縣成立於1812年2月25日，縣名紀念英国下议院議員約翰·漢登。